# ويد ديفيس (لاعب كرة قدم أمريكية)
ويد ديفيس (بالإنجليزية: Wade Davis)‏ هو لاعب كرة قدم أمريكية أمريكي، ولد في 28 يوليو 1977 في ليتل روك في الولايات المتحدة.

## وصلات خارجية
- ويد ديفيس على موقع IMDb (الإنجليزية)
- ويد ديفيس على موقع قاعدة بيانات الفيلم (الإنجليزية)